# James Riley
James Riley (Colorado Springs, 27 ottobre 1982) è un ex calciatore statunitense, di ruolo difensore.

## Carriera

### Inizi
Ha giocato nella USL Premier Development League con i Carolina Dynamo e il team della sua città natale, il Colorado Springs Blizzard.

### Major League Soccer
Nel 2005 passa al New England Revolution, che lo sceglie nel secondo turno del MLS SuperDraft 2005.
Nel 2007 è passato ai San Jose Earthquakes, nel 2009 si è trasferito al Seattle Sounders FC.
Dalla stagione 2012 gioca con i Chivas USA.
Il 23 giugno 2016 ha annunciato il suo ritiro dal calcio giocato.

## Statistiche
| Anno | Club                   | Competizione        | Presenze | Gol |
| ---- | ---------------------- | ------------------- | -------- | --- |
| 2005 | New England Revolution | Major League Soccer | 23       | 1   |
| 2006 | New England Revolution | Major League Soccer | 20       | 0   |
| 2007 | New England Revolution | Major League Soccer | 27       | 0   |
| 2008 | San Jose Earthquakes   | Major League Soccer | 24       | 0   |
| 2009 | Seattle Sounders       | Major League Soccer | 28       | 0   |
| 2010 | Seattle Sounders       | Major League Soccer | 27       | 1   |
| 2011 | Seattle Sounders       | Major League Soccer | 29       | 0   |
| 2012 | Chivas USA             | Major League Soccer | 32       | 0   |
| 2013 | D.C. United            | Major League Soccer | 21       | 0   |
| 2014 | Los Angeles Galaxy     | Major League Soccer | 4        | 0   |
| 2015 | Colorado Rapids        | Major League Soccer | 16       | 1   |

## Palmarès

### Competizioni nazionali
- U.S. Open Cup: 4

New England Revolution: 2007
Seattle Sounders: 2009, 2010, 2011

### Individuale
- Seattle Sounders FC Player of the Year: 1

2009